# Yair Klein
Yair Klein (también transliterado Jair o Yahir Klein; hebreo: יאיר קליין; Nizanim, Israel; 8 de abril de 1942) es un exmilitar y mercenario israelí.
Estableció una empresa privada de mercenarios llamada Spearhead Ltd. con la que proveyó de armas y entrenamiento a fuerzas armadas y grupos armados irregulares en varios países en especial a Sierra Leona y Colombia, en este último entrenaría a grupos paramilitares en la década de 1980.

## Inicios
Klein Yair nació el 8 de abril de 1942. A la carrera militar ingresó en su adolescencia, cuando fue seleccionado para conformar grupos especiales de asalto.
En 1972 participó en el rescate de una decena de rehenes retenidos en un avión libio en el aeropuerto de Lod, en Tel Aviv, operación que tomó solo 7 segundos.[cita requerida] En 1978 se retiró del ejército y montó su propia estación de gasolina y restaurante sin mucho éxito. Se reintegró a las Fuerzas de Defensa Israelíes, donde llegó a comandar un batallón de infantería que combatió en la invasión al Líbano de 1982.
En 1983 pasó a la reserva y creó su propia firma de seguridad, llamada Hod Halanit en Tel Aviv, mediante la cual estableció contactos con la milicia Falange Cristiana, a la cual Klein proporcionaba material logístico y armamento. Las Falanges participarían en las masacres de los campos de refugiados de Sabra y Shatila.

## Paramilitares de Colombia
En la segunda mitad de los años 80 entrenó a los grupos paramilitares colombianos, así como a las milicias del narcotráfico de ese país, encabezadas por hombres como Gonzalo Rodríguez Gacha y Pablo Escobar Gaviria. Actualmente se refugia en su país de origen, tras intentos infructuosos de países como Colombia, que solicitaron su extradición.
Klein fue condenado por una corte colombiana en 2002, pero en ese entonces no fue capturado, entre otros motivos porque los procesos prescribieron y una circular roja de la Interpol en su contra expiró.
Tras su paso por Colombia, estuvo en Sierra Leona, país donde pagó condena de 16 meses por proporcionarle armamento al grupo subversivo Frente Revolucionario Unido.
Klein afirmó en una entrevista con Caracol Televisión que visitó Colombia por solicitud de la policía para entrenar a sus miembros. Criticó el proceso de desmovilización de los paramilitares, calificándolo de "estupidez" y dijo que, si lo dejaran volver a Colombia, sería capaz de destruir la guerrilla de las FARC-EP en seis meses. Dicha entrevista motivó a las autoridades colombianas a pedir nuevamente su captura. La Interpol emitió una circular roja contra él y otros dos mercenarios israelíes en abril de 2007.
Fue detenido en Rusia en agosto de 2007.

## Extradición
El 11 de febrero de 2008, el Gobierno de Rusia anunció que extraditará a Bogotá al excoronel israelí Yair Klein, condenado en ausencia por terrorismo en Colombia. El 3 de abril de 2010, la Vicepresidencia de la República de Colombia criticó fuertemente una decisión del Tribunal Europeo de Derechos Humanos (TEDH) en relación con la extradición del criminal de guerra Yair Klein.
El 9 de noviembre de 2010 es negada la orden de extradición para Yair Klein por parte del gobierno de su país en donde permanece oculto tras la medida de aseguramiento que existe en su contra desde el 2002; simplemente porque se cree que no habría garantías para su seguridad en una cárcel de Colombia.
En noviembre de 2012, Klein declaró ante el Tribunal superior de Bogotá. En dicha declaración dijo que los entrenamientos a grupos de autodefensa que realizó en Colombia en los años 80 eran conocidos y estaban respaldados por el Gobierno de la época, sin indicar nombres concretos. Sin embargo, en entrevista con la W Radio, declaró actuar en el territorio nacional con apoyo del DAS y la Policía Nacional, y que fue financiado por hacendados y ganaderos entre los que se encontraría el exsenador Álvaro Uribe Vélez para ese momento.